# Acalypha lepidopagensis
Acalypha lepidopagensis är en törelväxtart som beskrevs av Jacques Désiré Leandri. Acalypha lepidopagensis ingår i släktet akalyfor, och familjen törelväxter. Inga underarter finns listade i Catalogue of Life.